# Неедлы, Вит
Вит Неедлы (чеш. Vít Nejedlý; 22 июня 1912, Прага — 2 января 1945, Кросно, Польша) — чешский композитор, дирижёр, редактор и музыковед. Основатель и первый художественный руководитель ансамбля чехословацких воинских подразделений в СССР. Сын музыковеда и коммунистического политика Зденека Неедлы.

## Биография
Поступил в 1931 г. в Карлов университет в Праге, изучал сперва математику и физику, затем философию и эстетику (в том числе у Яна Мукаржовского). В то же время с 1929 г. занимался композицией под руководством Отакара Еремиаша. С 1934 г. учился дирижированию у Вацлава Талиха в Высшей школе Пражской консерватории. В 1936 г. защитил диссертацию по музыковедению на тему «Начала современной чешской гармонии» (чеш. Počátky moderní české harmoniky).
С 1934 г. работал вторым хормейстером в одном из пражских хоров, с 1936 г. репетитор в театре в Оломоуце, работал с оперными и балетными спектаклями. Написал музыку к спектаклю «Пиковая дама» по одноимённому сочинению А. С. Пушкина. В 1937 г. дебютировал как дирижёр с Симфоническим оркестром радио Брно.
После гитлеровской оккупации Чехословакии с 1939 года жил в Москве. В 1940—1943 гг. (с перерывом на несколько месяцев эвакуации в Прокопьевск) — музыкальный редактор Всесоюзного радио в Москве. Был принят в Союз композиторов СССР. Женился на работавшей в СССР чешской певице Штефе Петровой.
В 1943 г. отправился в Новохопёрск, где Людвик Свобода занимался формированием 1-й отдельной чехословацкой пехотной бригады в составе советских вооружённых сил: Виту Неедлы было поручено создание в составе бригады армейского музыкального ансамбля. Выступал с ансамблем на фронте перед солдатами. В последний раз руководил выступлением ансамбля 11 декабря 1944 года во время сражений на Дуклинском перевале, после чего был отправлен в военный госпиталь с брюшным тифом и вскоре умер. Похоронен по местонахождению госпиталя в польском городе Кросно.

## Творчество
Каталог музыкальных произведений Вита Неедлы включает 127 работ, однако многие из них остались неоконченными, в том числе единственная опера «Ткачи» (чеш. Tkalci, 1938; по пьесе Г. Гауптмана). Среди основных сочинений Неедлы — симфонический этюд «Победа будет наша» (чеш. Vítězství bude naše), впервые исполненный 30 августа 1941 года Симфоническим оркестром Московского радио под управлением автора, три симфонии (3-я посвящена героям Испанской республики, 1938), симфониетта (1938), увертюра (по стихотворению «Рассвет» Э. Верхарна), кантата «День» (1935), хор «150 миллионов» (по В. В. Маяковскому), а также марши, массовые песни, обработки народных песен например как здесь: "Чешская народная песня".
Автор статей, собранных посмертно в книге «Критические статьи о музыке» (чеш. Kritiky a stati o hudbě (1934-1944); 1956).